# Озеранский сельсовет (Житковичский район)
Озера́нский сельсовет (белор. Азяранскі сельсавет) — административная единица на территории Житковичского района Гомельской области Республики Беларусь. Административный центр — агрогородок Озераны.

## История
В 2014 году деревня Кремное, входившая в состав Туровского городского Совета, включена в состав Озеранского сельсовета.
11 января 2023 года Озеранский и Переровский сельсоветы Житковичского района Гомельской области объединены в одну административно-территориальную единицу — Озеранский сельсовет, с включением в его состав земельных участков Переровского сельсовета.

## Состав
Озеранский сельсовет включает 13 населённых пунктов:
- Бечанская Буда — деревня
- Бечи — деревня
- Знаменка — деревня
- Кремное — деревня
- Озераны — агрогородок
- Переров — деревня
- Переровский Млынок — деревня
- Погост — деревня
- Хвоенск — деревня
- Хвоенск — посёлок
- Хлупин — деревня
- Хлупинская Буда — деревня
- Черничи — деревня